# Regensburger Würstchen

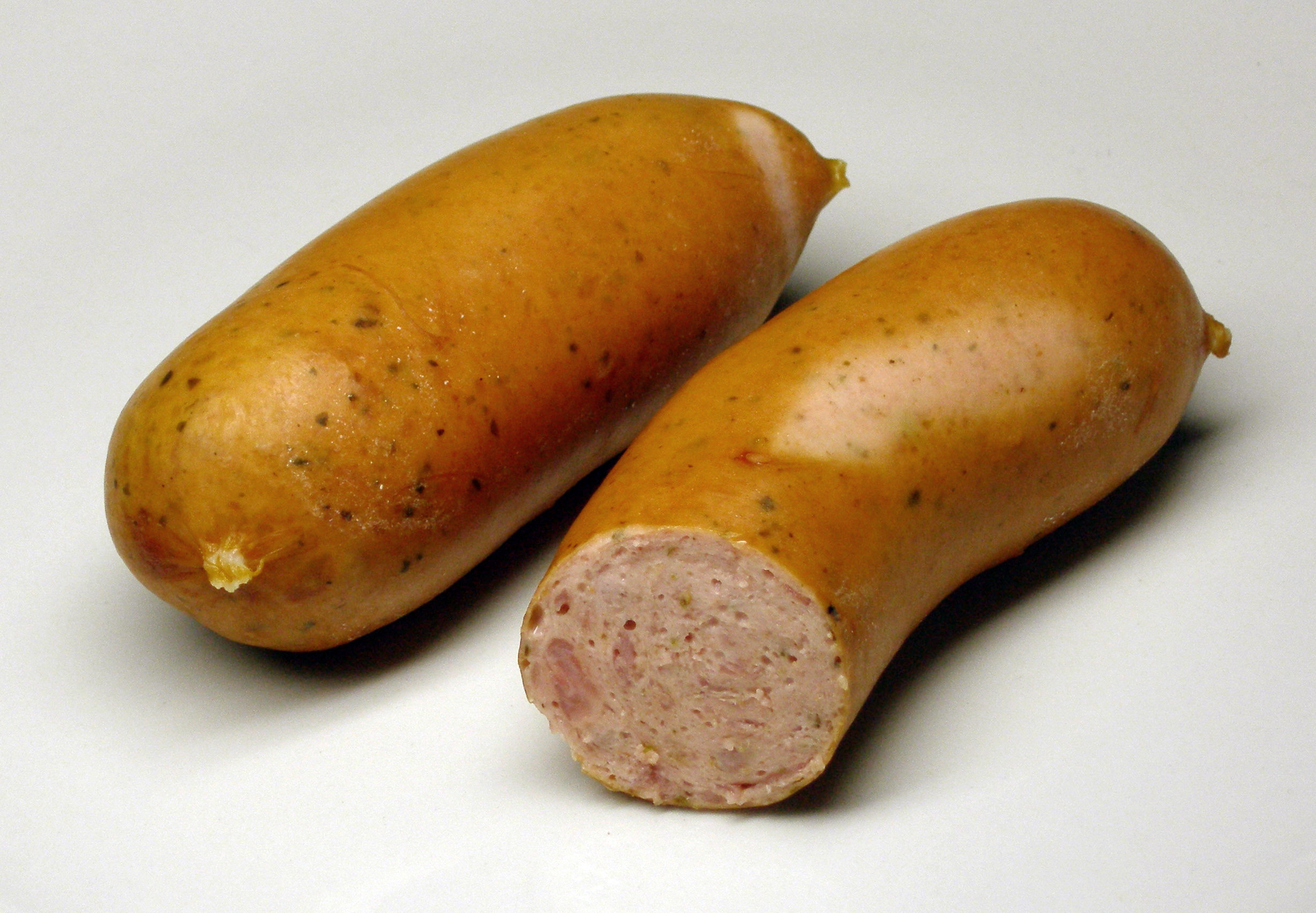
Regensburger Knacker

Regensburger sind Brühwürste aus feinem oder grobem Fleischbrät mit einer Einlage aus Schweinefleisch. Typisch ist die kompakte Form mit einer Länge von etwa 10 cm und einem Durchmesser von etwas über 4 cm. Erfunden wurden sie in Regensburg in der zweiten Hälfte des 19. Jahrhunderts. Als „Original Regensburger“ dürfen nur im engeren Stadtgebiet hergestellte Würste bezeichnet werden. Umgangssprachliche Bezeichnung im Regensburger Raum ist „Knacker“, im oberbayerischen Raum „Dicke“ oder  „Handwurst“.
Zur Herstellung wird mageres Schweinefleisch fein gekuttert, mit Nitritpökelsalz und Gewürzen versetzt sowie mit kleinen Schweinefleischwürfeln vermischt. Anschließend wird die Masse in Rinderkranzdärme gefüllt, zu kurzen Würsten abgebunden, über Buchenholz geräuchert und schließlich gebrüht.
Regensburger können heiß oder kalt gegessen werden. Sie sind auch Grundlage für den Regensburger Wurstsalat, der mit einer Marinade aus Essig, Öl, gehackten Zwiebeln und Senf zubereitet wird.
Als „Knackersemmel mit Allem“ wird die gebratene und der Länge nach halbierte Regensburger mit süßem Senf, scharfem Meerrettich und einigen Scheiben Essiggurke in einer Semmel als Imbiss angeboten. Diese Kombination wurde von der Wurstbraterei Reisinger um das Jahr 1955 herum erfunden und in ihrer Wurstbraterei am Neupfarrplatz in Regensburg angeboten. Mittlerweile hat sie sich als traditionelle Speise auf den Regensburger Christkindlmärkten etabliert.